# Gislebertus
Gislebert of Gislebertus, Gijzelbert, Gillebert was een beeldhouwer in de 12e eeuw, bekend door zijn werk in de kathedraal Saint-Lazare in Autun waar een timpaan gesigneerd is met die naam. Het beeld 'De verzoeking van Eva' wordt hem eveneens toegeschreven.
Zijn stijl is karakteristiek voor de Bourgondische romaanse beeldhouwkunst die men ook vindt in de timpanen in Basiliek Sainte-Marie-Madeleine van Vézelay.

## Controverse betreffende de naam

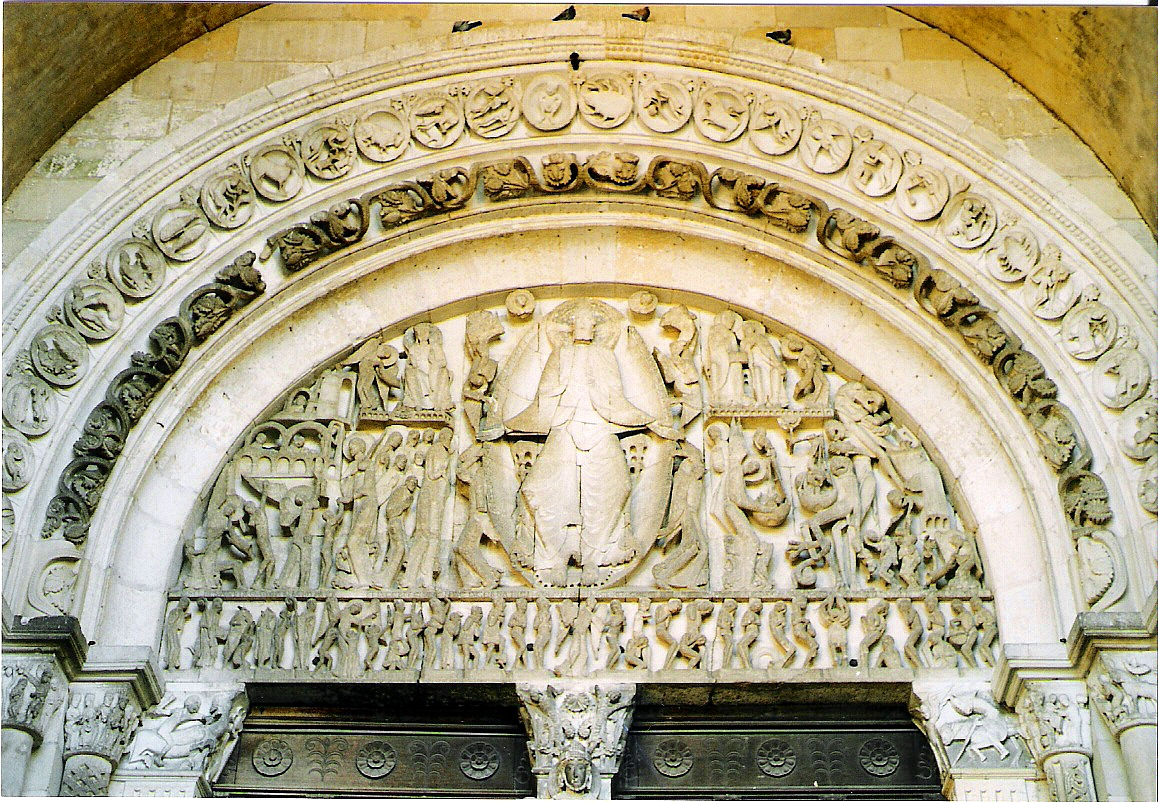
Timpaan Het Laatste Oordeel', ± 1140, kathedraal van Autun.

## Werken

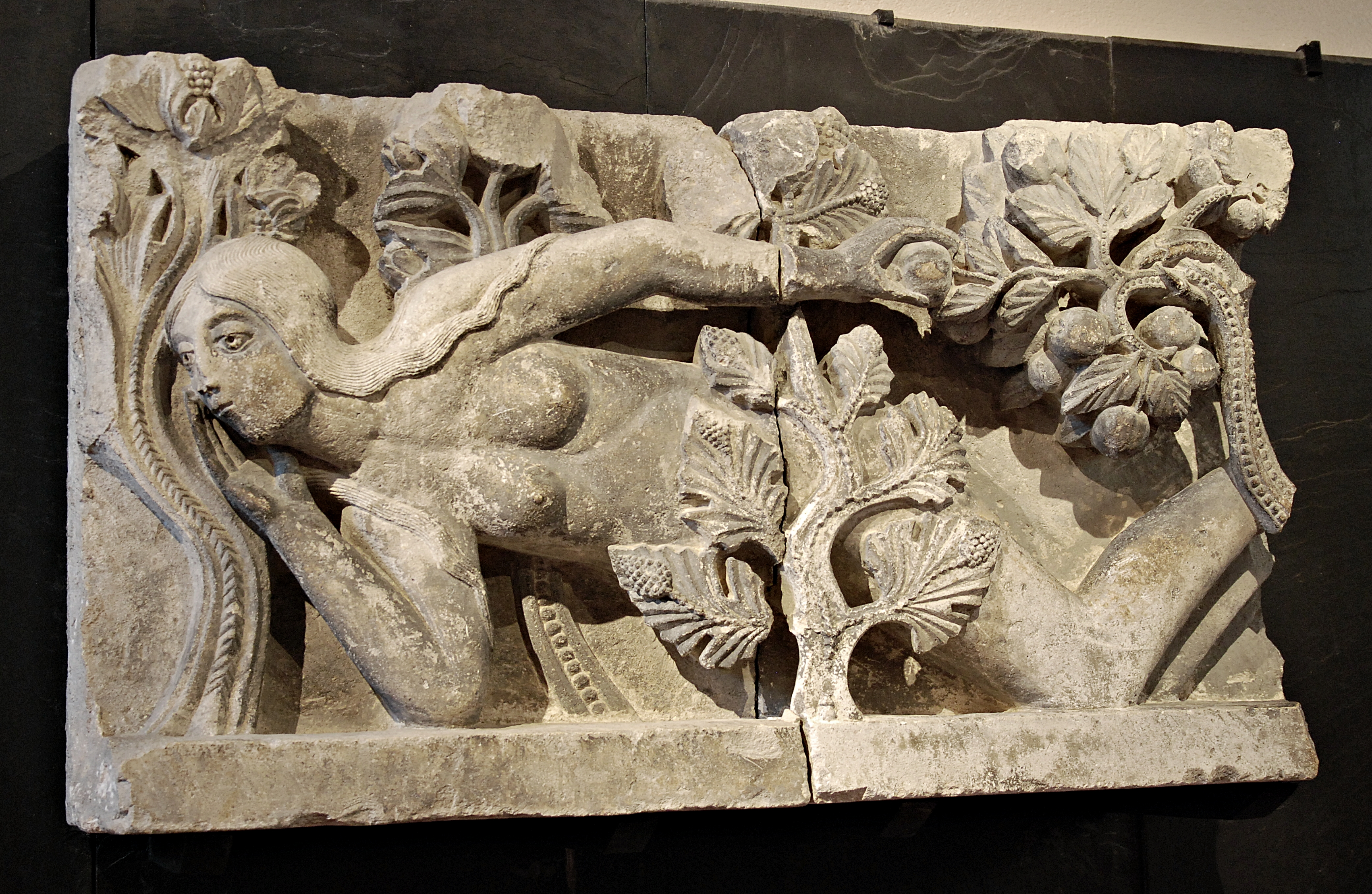
Ève, Musée Rolin

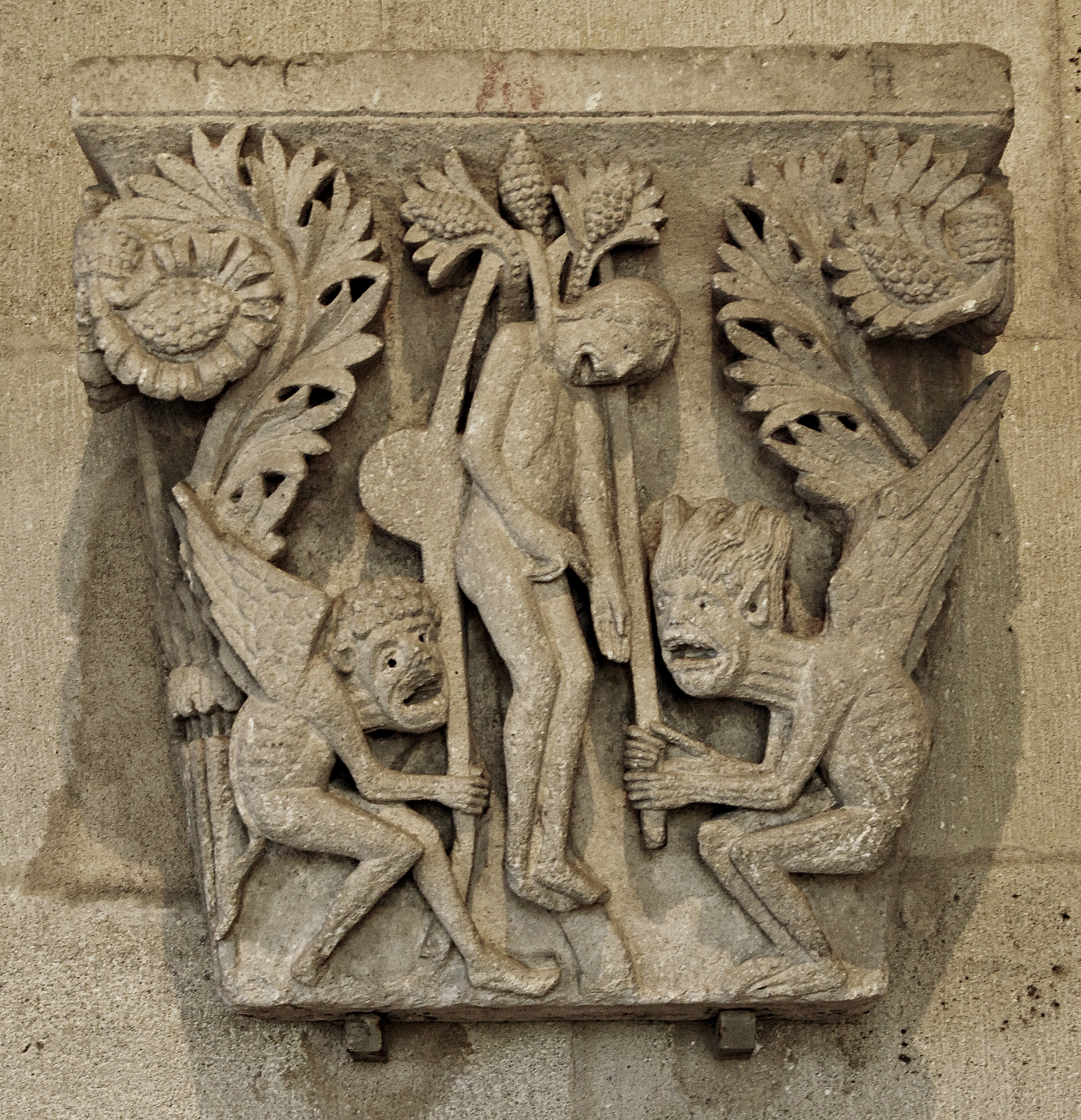
De zelfmoord van Judas, kapiteel